# トゥナイト (シャネルズの曲)
「トゥナイト」は、1980年6月21日に発売されたシャネルズ（後のラッツ&スター）の2枚目のシングル。

## 解説
- 和製ドゥーワップソングを目指し制作された。後に発売されるアルバム『Heart & Soul』には別バージョンが収録されている。
- 本作のリリースから1か月後、メンバーのうち5人が未成年の女子とわいせつな行為をしていたことが発覚したため、シャネルズは一時謹慎することになる。
- 『ザ・ベストテン』には通算4週10位以内にランクインしたが、結局初登場の週しかスタジオ出演できなかった。

## 収録曲
両曲　作詞：湯川れい子、作曲・編曲：井上忠夫
1. トゥナイト
2. ビッグ・シティ・キャット
  - アルバム未収録。

## カバー
トゥナイト
- 2025年 - SHOW-WA（鈴木雅之のアルバム『All Time Doo Wop!!』収録）